# Eduard van Kuilenburg
Eduard van Kuilenburg (Utrecht, 21 december 1921 – aldaar, 29 oktober 1960) was een Nederlands beeldhouwer.

## Leven en werk
Eduard of Ed van Kuilenburg was een zoon van beeldhouwer Wilhelmus (Willem) van Kuilenburg en Wilhelmina Alida Hekman. Hij leerde het vak van zijn vader en was later in de leer bij Theo van Reijn en Cephas Stauthamer. Hij maakte dierplastieken voor de Rotterdamse diergaarde en bouwbeeldhouwwerk aan gebouwen en bruggen. Hij werkte als (restauratie)beeldhouwer aan diverse kerken, waaronder de Sint-Eusebiuskerk in Arnhem (vanaf 1952), de Sint-Joriskerk in Drempt (1954) en de Sint-Catharinakathedraal in Utrecht.
Van Kuilenburg werkte aan de Eusebiuskerk aanvankelijk als uitvoerder voor Theo van Reijn op diens atelier in Haarlem. Na het overlijden van Van Reijn in 1954 volgde Van Kuilenburg hem op als hoofdbeeldhouwer en ging hij zijn eigen ontwerpen maken en uitvoeren voor de Arnhemse kerk. Hij maakte daarvoor geen modellen in gips of klei, zoals Van Reijn wel had gedaan, maar hakte meestal direct in de steen. Hij maakte onder meer kapitelen, kraagstenen en sluitstenen voor in de kerk en expressieve beelden voor de luchtbogen aan de buitenzijde van het koor.
Van Kuilenburg overleed op 38-jarige leeftijd, hij werd begraven op de 2e Algemene Begraafplaats Kovelswade.

## Afbeeldingen

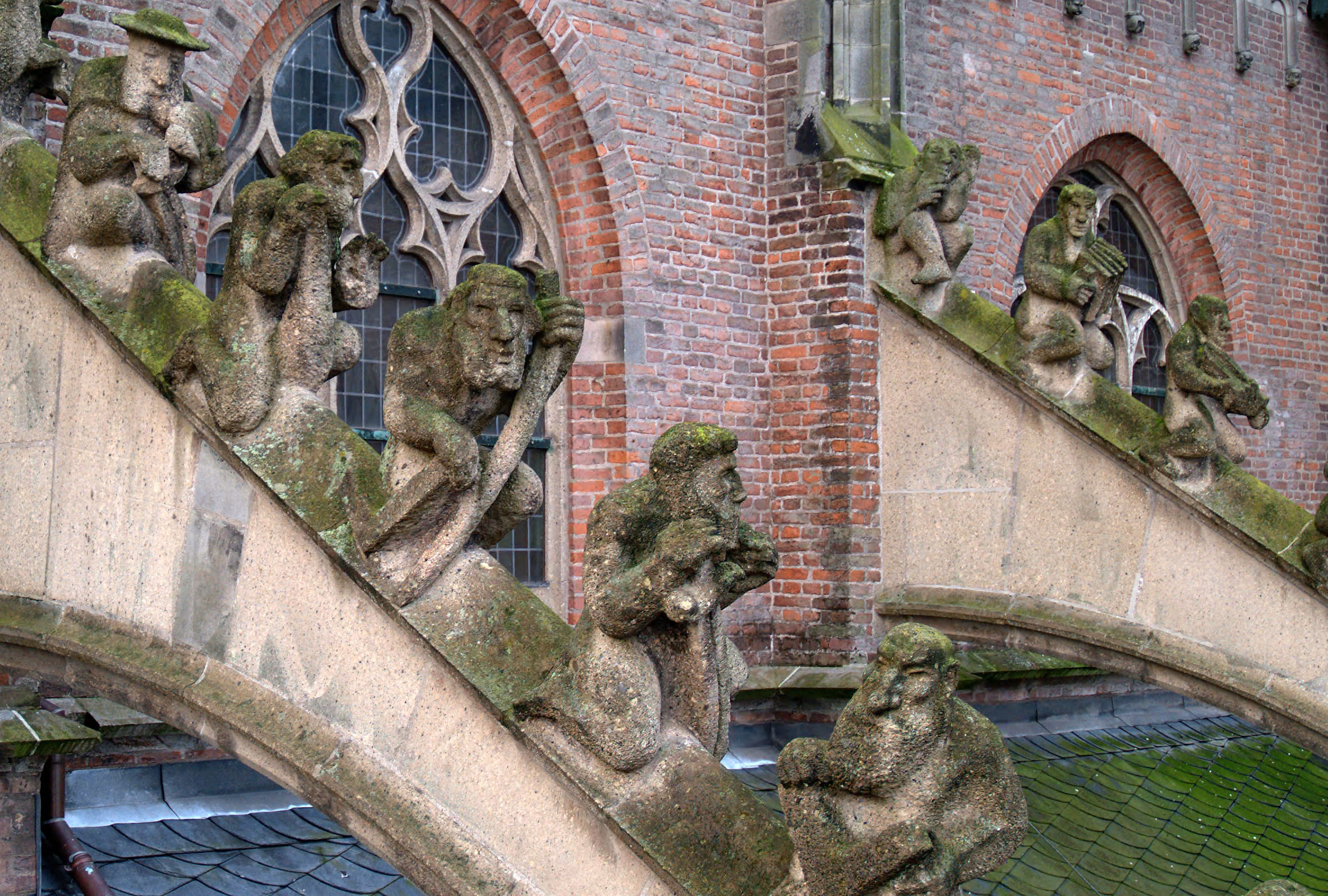
Beelden van Van Kuilenburg op de luchtbogen van de Eusebiuskerk
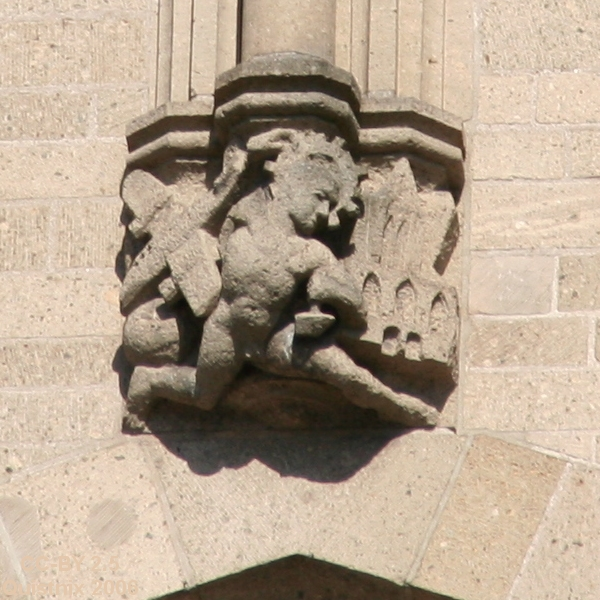
De verwoesting van Arnhem (1956), kraagsteen in de Eusebiuskerk

- Biografisch Portaal: 64528361
- RKD-Nederlands Instituut voor Kunstgeschiedenis: 46789